# Iasnaïa Poliana (Kazakhstan-Septentrional)
Pour les articles homonymes, voir Iasnaïa Poliana.
Iasnaïa Poliana (du kazakh et du russe : Ясная Поляна) est un village du Kazakhstan-Septentrional appartenant au raïon de Taïyncha (ru), siège administratif de l'arrondissement rural du même nom qui regroupe aussi les villages de Dachko-Nikolaïevka, Novodvorovka et Vichniovka. Sa population s'élevait à 1 697 habitants en 1999 et à 1 449 habitants en 2009.

## Histoire
Le village est fondé en 1936 lorsque sont envoyés ici des déportés appartenant à la minorité polonaise en provenance de Volhynie (république socialiste soviétique d'Ukraine). Comme des dizaines de milliers d'autres déportés au nord du Kazakhstan, ils sont convoyés par familles entières en train, dans le cadre de l'opération du NKVD ordonnée par Staline, afin de vider les districts autonomes polonais d'Ukraine et remplacer la population locale par des Ukrainiens ethniques. Beaucoup meurent en chemin. Il fallait d'autre part cultiver les steppes vierges du Kazakhstan. Les arrivants construisent des cabanes de terre et de bardeaux. Ils sont assignés à résidence et ne peuvent sortir du raïon sans autorisation spéciale. Beaucoup meurent le premier hiver, dans une région où les températures peuvent atteindre -40° en janvier. Ils sont rejoints aussi par des koulaks allemands de Crimée. Le village s'organise en kolkhoze. Ce n'est qu'au début des années 1960 que les mesures de relégation sont levées.

## Population
La population de Yasnaïa Poliana s'élevait à 2 229 habitants en 1989 (dont la moitié descendant d'Allemands). Lorsque l'URSS s'écroule et que le régime communiste disparaît en 1991, les descendants d'Allemands (devenus tous russophones) émigrent en masse en Allemagne à la faveur de lois reconnaissant les liens du sang. Certains représentants d'autres ethnies émigrent en Russie. La population passe à 1 697 habitants en 1999 et à 1 449 habitants en 2009. Les descendants de Polonais sont aujourd'hui majoritaires dans l'arrondissement, bien qu'un certain nombre d'entre eux aient été volontairement expatriés à Oziorsk (oblast de Kaliningrad). 
Une maison de la Culture polonaise a été inaugurée au village en 2002.

## Enseignement
Le village possède une grande école primaire et secondaire et une maison de la culture (du nom de Kouïbychev).

## Culte
Les habitants de Iasnaïa Poliana ont enregistré leur paroisse catholique en 1994 sous le vocable de Notre-Dame-du-Perpétuel-Secours. Elle dépend de l'archidiocèse d'Astana. Leur église est de style néo-roman.